# Veliki štirje (druga svetovna vojna)
Veliki štirje je naziv, ki se zanaša na štiri največje zavezniške sile v drugi svetovni vojni. To so bile Združene države Amerike pod vodstvom Franklina Delana Roosevelta, Združeno Kraljestvo pod vodstvom Winstona Churchilla, Sovjetska zveza pod vodstvom Josifa Stalina in Kitajska pod poveljstvom Čjanga Kajšeka. Od leta 1942 naprej so bili veliki štirje znani tudi kot »štirje policisti«.
Veliki štirje bi bili odgovorni za vzdrževanje reda na njihovih vplivnih ozemljih: Velika Britanija v njenem imperiju in zahodni Evropi, Sovjetska zveza v vzhodni Evropi in osrednjem evrazijskem kopnem, Kitajska v vzhodni Aziji in zahodnem Pacifiku in ZDA na zahodni polobli. Sprva je Roosevelt predvideval, da bo nova povojna mednarodna organizacija ustanovljena nekaj let po vojni. Kasneje je na ustanovitev Združenih narodov gledal kot na najpomembnejši cilj celotne vojne. Njegova vizija organizacije je bila sestavljena iz treh vej: izvršne veje z velikimi štirimi, izvršilne veje, sestavljene iz istih štirih velikih sil, ki so delovale pod poveljstvom velikih štirih, in mednarodne skupščine, ki je predstavljala druge narode. 
Kot kompromis z internacionalističnimi kritiki so velike štiri države postale vodilne članice Varnostnega sveta ZN z bistveno manjšo močjo, kot je bilo predvideno v predlogu velikih štirih. Ko so bili Združeni narodi pozneje leta 1945 uradno ustanovljeni, se je Francija pod vodstvom Charlesa de Gaulla pravočasno pridružila kot peta stalna članica Varnostnega sveta zaradi Churchillovega vztrajanja.